# 岩本俊郷
岩本 俊郷（いわもと としさと、1884年（明治17年）12月31日 - 没年不詳）は、日本の内務官僚。兵庫県伊丹町（現在の伊丹市）町長。

## 経歴
兵庫県出身。1912年（明治45年）、東京帝国大学法学部独法科を卒業し、1915年（大正4年）に高等文官試験に合格した。群馬県属、同佐波郡長、同商工課長、香川県商工課長、同水産課長、同学務課長、広島県学務課長、同農務課長、新潟県学務部長、樺太庁警察部長、北海道庁学務部長を歴任した。
その後、共盛無尽取締役、尼崎市助役を経て、伊丹町長に就任した。